# SN 1979C

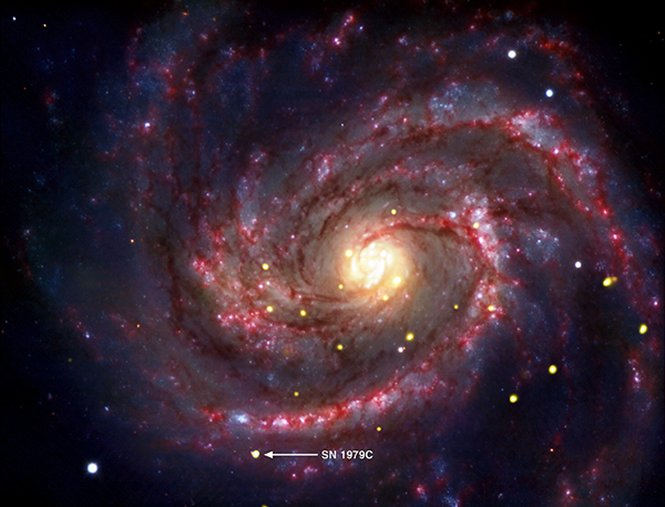

SN 1979C ist der Name einer Supernova (Typ II-L) aus dem Jahr 1979, die sich in einer Entfernung von 56 Millionen Lichtjahren (17,2 Megaparsec) von der Erde in der Galaxie M100 im Virgo-Galaxienhaufen im Sternbild Haar der Berenike befindet.
Durch die Supernovaexplosion wurde der Stern vorübergehend zum hellsten Objekt der Galaxie und erreichte eine maximale scheinbare Helligkeit von 11,6 mag (B-Band), verblasste dann aber erwartungsgemäß. Die Leuchtkraft im sichtbaren Licht nimmt bei Supernovae innerhalb von zehn Tagen gewöhnlich um den Faktor 2,5 ab, was auch bei dieser Supernova geschah. Im Jahr 2005 wurde jedoch mit Hilfe des Röntgenteleskops XMM-Newton entdeckt, dass diese Abnahme der Leuchtkraft nicht im Röntgenbereich stattfindet. Dort leuchtet SN 1979C mit der gleichen Intensität wie bereits 1979. Die intensive Röntgenstrahlung erlaubt es, die Supernova genauer als bisher jemals möglich zu untersuchen.
So war es den Wissenschaftlern möglich, zu rekonstruieren, welche Größe der Stern vor dem Zerbersten hatte, nämlich die 18(±3)-fache Masse unserer Sonne. Der Stern hat über mehrere Millionen Jahre einen starken Sternwind abgestrahlt, dessen „Nachleuchten“ durch die Röntgenstrahlung heute sichtbar wird.
Am 15. November 2010 gab die NASA bekannt, dass SN 1979C sich vermutlich zu einem Schwarzen Loch entwickelt hat. Das Röntgenspektrum von SN 1979C kann durch die Überlagerung thermisch erzeugter Röntgenstrahlung und der von einer Akkretionsscheibe eines Schwarzen Lochs von 5 bis 10 Sonnenmassen emittierten Röntgenstrahlung simuliert werden. Alternativ wäre auch eine Akkretion von einem engen, stellaren Begleiter des Schwarzen Lochs möglich, was die Lichtkurve im Radiowellenbereich erklären könnte. Dieses Schwarze Loch wäre somit das jüngste bekannte Objekt dieser Art und erlaubt es, die Entstehung eines Schwarzen Loches genauer zu erforschen. Eine alternative Erklärung wäre die Entstehung eines schnellrotierenden Neutronensterns, ähnlich dem Pulsar im Zentrum des Krebsnebels.